# Trillium pusillum
Espèce
Classification APG III (2009)
Trillium pusillum est une espèce de plante de la famille des Liliaceae (classification classique) ou des Melanthiaceae.